# Seseli montanum
Espèce
Synonymes
- Marathrum glaucum (L.) Link[1]
- Marathrum montanum (L.) Link[1]
- Meum nudicaule Moench[1]
- Oreotelia glauca (L.) Raf.[1]
- Oreotelia montana (L.) Raf.[1]
- Seseli elatum auct. non L.[2]
- Seseli glaucum L.[1]
- Seseli montanum auct. non L.[2]
- Seseli pallasii Besser (préféré par BioLib)[2]
- Seseli varium Trevir.[2]
- Sium glaucum (L.) Vest[1]

Seseli montanum, le Séséli des montagnes, est une espèce de plantes à fleurs de la famille des Apiaceae (Ombellifères). C'est une plante herbacée trouvée dans le sud de l'Europe et l'ouest de lAfrique du Nord.

## Liste des variétés et sous-espèces
Selon The Plant List (14 décembre 2018) :
- Seseli montanum subsp. polyphyllum (Ten.) P.W.Ball
- Seseli montanum subsp. tommasinii (Rchb.f.) Arcang.

Selon Tropicos (14 décembre 2018) (Attention liste brute contenant possiblement des synonymes) :
- Seseli montanum subsp. carvifolium P. Fourn.
- Seseli montanum subsp. granatense Pardo
- Seseli montanum subsp. montanum
- Seseli montanum subsp. nanum O. Bolòs & Vigo
- Seseli montanum subsp. peixoteanum M. Laínz
- Seseli montanum var. longiflora Rouy & E.G. Camus